# Driss Chouika
Driss Chouika (Kelâa Sraghna, 1954) è un regista marocchino.

## Biografia
Driss Chouika ha studiato economia all'università, partecipando fin da ragazzo al movimento marocchino per il cinema amatoriale (FNCCM). Ha lavorato come stagista nel cinema prima di diventare un regista per la TV marocchina con: Le Silence de la nuit (1996) e Semeur de vent (1997). È il produttore di una trasmissione sul cinema, intitolata Zawaya, dal 1994. 
È stato membro dell'Ufficio nazionale della Federazione dei cineclub del Marocco dal 1981 al 1989, come responsabile delle relazioni esterne. È stato inoltre fondatore e Segretario Generale degli Incontri di Cinema Africano di Khouribga nel periodo 1983-1994.
L'ultimo lungometraggio di Driss Chouika " Finak aliyam (Destins croisés) ", uscito nelle sale marocchine nel 2009, ha segnato l'inizio della prima edizione delle Rencontres internationales du cinéma arabe de Nabeul (Incontri internazionali del cinema arabo di Nabeul).

## Filmografia
- 1999, Mabrouk, lungometraggio
- 2006, Le jeu de l'amour, lungometraggio
- 2009, Destins Croisés , lungometraggio